# Pablo Lavallén
Pablo Hernán Lavallén (Buenos Aires, 7 settembre 1972) è un allenatore di calcio ed ex calciatore argentino, di ruolo difensore.

## Palmarès

### Giocatore

#### Competizioni nazionali
- Campionato argentino: 3

River Plate: Apertura 1991, Apertura 1993, Apertura 1994

#### Competizioni internazionali
- Coppa Libertadores: 1

River Plate: 1996